# Цеоліти Закарпатської області
Цеоліти Закарпатської області
Цеоліти — водні алюмосилікати кальцію і натрію, в жорсткому каркасі кристалічної решітки яких є пустоти, з'єднані між собою відкритими каналами — вікнами. Діаметр цих каналів переважно змінюється в межах 2,6-8 ангстрем, що дозволяє вільно проникати в пустоти цеолітів молекулам води і таким полярним молекулам як МН, СН, СО та іншим. У найменші вікна (2,6 А) проникають молекули аміаку, вуглекислого газу, сірководню й інших газів, а в більші (3-4 А) — молекули ізобутану або ізопентану. Специфічною структурою цеолітів визначається ряд їх корисних властивостей: адсорбційних (цеоліти високо ефективні сорбенти різних речовин із газових сумішей і розчинів), молекулярно-ситових (кожний вид цеоліту сорбує молекули тільки певного розміру, не перевищуючого діаметру «вікна»), катіонообмінних (слабозв'язані катіони на внутрішній поверхні пор і вікон можуть легко обмінюватися на інші катіони) і каталітичні (енергія активності молекул у порах кристалічної решітки цеолітів для ряду реакцій знижується).

## Загальна характеристика
Детально розвідане Сокирницьке (Хустський район) родовище цеоліту (кліноптилоліт) та виконано пошукову оцінку Водицького (Рахівський район)родовища цеоліту (морденіту).
Сокирницьке родовище експлуатується Хустським цеолітовим заводом МНС і ВАТ Закарпатнерудпром.
Ділянку «Галош» на околиці с. Сокирниці з запасами 44,9 млн т розробляє фірма «Цеоліт».
Аналогічна цеолітова руда виявлена на околицях сіл Крайниково, Данилово та Липча. Запаси категорії С1 і прогнозні ресурси родовища і ближніх ділянок оцінено в 463 млн т.
Цеолітоміщуючі породи використовуються без збагачення.
Крім того, цеоліти використовуються при бурінні на нафту і газ, при виготовленні гуми, картону, паперу, пластмас, будівельних матеріалів, миючих засобів, у побуті для покращення гігієнічних умов та в багатьох інших напрямах, сфера їх використання постійно розширюється. В останні роки втрачено ринок збуту цеолітів з причини повної відсутності контролю за якістю сировини по вмісту цеолітів і розсіву на фракції. За 25 років добуто всього приблизно 250 тис. т з 126,1 млн т, затверджених ДКЗ.
Морденітові руди Водицького родовища (запаси 19,4 млн т) більш якісні за всіма показниками. Родовище необхідно дорозвідати. В даний момент цеолітове родовище розкрите кар'єром, яким місцеве КСГП веде експлуатацію розкривних туфів красивого зеленого кольору і малюнку.
Цеоліти Закарпаття є найбільш якісними в Європі.
Для відновлення і нарощування ринків збуту необхідно відновити зв'язки з балтійськими країнами, нафтопереробними заводами, сільськогосподарськими управліннями обласних адміністрацій.

## Цеоліти в землеробстві
Цеоліти Сокирницького родовища на підставі великої кількості дослідів рекомендується використовувати як акумулятори і регулятори поживних елементів для ґрунтів, особливо таких елементів, які швидко вимиваються або перетворюються в недоступні для освоєння рослинами форми (фосфор, залізо, цинк, марганець і інші).
Цеоліти підвищують ємність поглинання ґрунтів, підвищують їх вологоутримуючу властивість, властивість утримувати та поступово віддавати рослинам поживні речовини, частково нейтралізують ґрунтову кислотність, коефіцієнт використання азоту збільшують на 15-20 %, при внесенні в суміші з органічними і мінеральними добривами значно підвищують їх використання.
Досліди проводилися на підзолисто-буроземних середньосуглинистих ґрунтах Закарпаття, супісчаних, легкосуглинистих, темно-каштанових та інших ґрунтах України, затверджено відповідні ТУ.
Встановлено позитивний вплив цеолітів фракції 0-1 мм при нормі 15-20 т/га на властивості ґрунтів і підвищення врожайності врожайність кукурудзи на силос збільшилась на 25-45 ц/га, кукурудзи на зерно — 1,3-2,8 ц/га, картоплі 5-6,7 ц/га, озимої пшениці 1,3-3,1 ц/га, озимого ячменю 2,5-3,5 ц/га.